# Gerda de Ridder
Gerda de Ridder (Rotterdam, 6 novembre 1951) è un'ex cestista olandese.

## Carriera
Con i Paesi Bassi ha disputato sei edizioni dei Campionati europei (1974, 1976, 1978, 1980, 1981, 1983).